# Barslédec
Barslédec (szlovákul Ladice) község Szlovákiában, a Nyitrai kerület Aranyosmaróti járásában.

## Fekvése
A zoboralji település Aranyosmaróttól 13 km-re nyugatra, a Tribecs-hegység lábától délkeletre, a Drevenica-patak (Dervence) partján fekszik.

## Története
A község területén III. Valentinianus császár idejéből, a 425 és 455 közötti időből származó aranypénzt találtak. A nagymorva időszakból csontvázas temetkezések kerültek itt elő.
A települést 1075-ben "Lenduch" alakban említik először az esztergomi érsekség birtokaként. 1253-ban "Leuduch" néven említik. 1353-ban már két faluként: Kis- és Nagylédec néven ("Maior, Minor Ledneche ") szerepel. Eredeti lakói mellé székelyeket telepítettek.[forrás?]
1429-ben Gímesi Forgách Miklós özvegye hatalmaskodott az esztergomi érsek Kosztolánból átköltözött Chechkto István jobbágyán. 1536-ban malmot említenek a községben. 1571-ben a környéken a török portyázott. 1573-ban a török pusztításoknak esett áldozatul, puszta lett. Az esztergomi érsekség birtokán 1597-ben végeztek kárfelmérést. 1601-ben 4 malma és 44 állt.
1713-ban állították helyre a plébániai státuszát. 1720-ban 23 adózója és 2 malma volt. A falu határát a Drevenica-patak két részre osztotta, az egyik Nyitra, a másik Bars vármegyéhez tartozott. A 18. században a két részt egyesítették és  Nyitra vármegyéhez csatolták. A 19. században ismét Bars vármegyéhez került. 1777-ben a falut Lédecz néven említik. 1828-ban 109 házában 690 lakos élt. Lakói mezőgazdasággal, szőlőtermesztéssel, favágással és kosárfonással  foglalkoztak.
Vályi András szerint "LEDECZ. Ladicze. Magyar falu Nyitra Várm. földes Ura az Esztergomi Érsekség, lakosai katolikusok, fekszik Aranyos Maróthoz 1 mértföldnyire, határja jó, vagyonnyai külömbfélék, piatza Nyitrán."
Fényes Elek szerint "Lédecz, magyar falu Nyitra vmegyében, Bars vmegye szélén, Ghymeshez 1/2 órányira. Lakja 682 kath. Van kath. paroch. temploma. Határja jó, erdővel, szőlőhegygyel, és sok gyümölcscsel. F. u. az esztergomi érsek. Ut. posta Nyitra 5 óra."
A trianoni békeszerződésig Bars vármegye Aranyosmaróti járásához tartozott. Lakói ezután is kisbirtokosok, mezőgazdasági napszámosok voltak. 1939-ben szeszfőzde épült a községben. 1945-ben a nagybirtokokat felosztották és később megalakult a földműves szövetkezet is. A kultúrház alapjait 1958-ban rakták le. 1991-ben még magyar többségű település volt. Magyar tannyelvű általános iskoláját 1999-ben szüntették meg.

## Népessége
| Év:            | 1994. | 2004.   | 2014.   | 2024.   |
| -------------- | ----- | ------- | ------- | ------- |
| Emberek száma: | 844   | 800     | 741     | 719     |
| Eltérés:       |       | -5,21 % | -7,37 % | -2,96 % |

| Év:            | 2023. | 2024.   |
| -------------- | ----- | ------- |
| Emberek száma: | 732   | 719     |
| Eltérés:       |       | -1,77 % |

1880-ban 667 lakosából 501 magyar, 106 szlovák, 41 német anyanyelvű és 19 csecsemő volt; ebből 623 római katolikus, 38 zsidó és 6 evangélikus vallású.
1890-ben 699 lakosából 540 magyar, 136 szlovák és 23 német; ebből 666 római katolikus, 23 zsidó és 10 evangélikus vallású.
1900-ban 778 lakosából 626 magyar, 148 szlovák és 4 német volt; ebből 756 római katolikus, 18 zsidó és 4 református vallású.
1910-ben 855 lakosából 794 magyar, 53 szlovák, 6 német és 2 más nemzetiségű; ebből 843 római katolikus, 9 zsidó és 3 evangélikus vallású.
1921–ben 865 lakosából 791 (91,4%) magyar és 65 (7,5%) csehszlovák volt.
1930-ban 897 lakosából 746 magyar és 132 csehszlovák volt.
1970-ben 1107 lakosából 810 magyar, 291 szlovák, 5 cseh és 1 egyéb nemzetiségű volt.
1980-ban 1045 lakosából 721 magyar, 318 szlovák, 1 cseh és 5 ismeretlen nemzetiségű volt.
1991-ben 886 lakosából 510 magyar és 369 szlovák volt.
2001-ben 813 lakosából 447 szlovák és 355 magyar volt.
2011-ben 741 lakosából 445 szlovák és 236 magyar volt.
2021-ben 758 lakosából 526 szlovák, 184 magyar, 3 egyéb és 45 ismeretlen nemzetiségű.

## Neves személyek
- Itt született 1822-ben Turcsányi Mátyás plébános.
- Itt született 1919-ben Fazekas Imre színész
- Itt született 1951. július 8-án Stoffa Veronika (született Fazekas Veronika) mérnök-kibernetikus, egyetemi tanár.[12]
- Itt töltötte gyermekkora nyarait Ormos Gerő magyar író, drámaíró, újságíró, szerkesztő.
- Itt tanított Jókai Mária (1937) szlovákiai magyar tanár, néprajzkutató.

## Nevezetességei
- Római katolikus temploma a 18. század elején épült. Oltárképét J. Zallinger festette 1822-ben.
- A falutól északnyugatra egy, már a kelták által is ismert kőbánya található, ahol évszázadok óta kvarcitot bányásznak. A kitermelés az 1970-es évekig tartott.

## Néprajza
A falu a zoboralji magyar táj részét képezi, annak ellenére, hogy az Aranyosmaróti járásban található. Széles körben ismert történet a lédeci legények és a létra esete. A kismalac és a farkas című népmesében szereplő hasonlat: "egymás hátára állnak mindnyájan, mint a lédeci birák" máshonnét vehette eredetét.
Ún. siska típusú kemence is ismert a faluból.

## Kapcsolódó lapok
- Csillagom, révészem